# Brenner (Fußballspieler, 2000)
Brenner Souza da Silva, auch einfach nur Brenner genannt,  (* 16. Januar 2000 in Cuiabá), ist ein brasilianischer Fußballspieler.

## Karriere

### Verein
Brenner erlernte das Fußballspielen in der Jugendmannschaft des FC São Paulo. Hier unterschrieb er 2017 auch seinen ersten Profivertrag. Der Verein aus São Paulo spielte in der ersten brasilianischen Liga, der Série A. Von Mai 2019 bis Dezember 2019 wurde er an den Ligakonkurrenten Fluminense Rio de Janeiro nach Rio de Janeiro ausgeliehen. Anfang 2020 kehrte er nach der Ausleihe zum FC São Paulo zurück. 2021 wechselte er für eine Ablösesumme von 10,82 Millionen Euro in die Vereinigten Staaten. Hier unterschrieb er einen Vertrag beim FC Cincinnati. Das Franchise aus Cincinnati, Ohio, spielte in der höchsten Liga des Landes, der Major League Soccer. Sein Debüt in der MLS gab er am 18. April 2021 (1. Spieltag) im Auswärtsspiel gegen den Nashville SC. Hier stand er in der Startelf und spielte die kompletten 90 Minuten. In der 12. Minute erzielte er durch einen Elfmeter sein erstes Tor in der MLS. Für Cincinnati bestritt er insgesamt 72 Ligaspiele.
Im Juni 2023 wechselte er für eine Ablösesumme von 8 Millionen Euro zum italienischen Erstligisten Udinese Calcio.

### Nationalmannschaft
Brenner spielte von 2015 bis 2017 elfmal in der brasilianischen U17-Nationalmannschaft. Mit der Mannschaft nahm er 2017 an der U17-Südamerikameisterschaft und an der U17-Weltmeisterschaft teil. Bei der Südamerikameisterschaft belegte man den ersten Platz, die Weltmeisterschaft schloss man als dritter ab.

## Erfolge
Brasilien U17
- U17-Südamerikameisterschaft: 2017

## Auszeichnungen
- Torschützenkönig: Copa do Brasil 2020